# Steam (musikgrupp)
Steam var ett amerikanskt popband som bildades 1969. De hade en hit med låten Na Na Hey Hey Kiss Him Goodbye 1969. Låten var etta i USA och nia i Storbritannien. Bandet upplöstes redan 1970.

## Medlemmar
- Paul Leka - keyboard, låtskrivare, musikproducent
- Gary DeCarlo (Garrett Scott) - sång, låtskrivare
- Dale Frashuer - låtskrivare
- Ken Lewis - trummor
- Tor Pinney - gitarr, sång
- Peter Cross - trummor, sång
- Chris Robison - keyboard, sång
- Don Bosson - bas, sång

## Diskografi
Studioalbum
- Steam (1970)

Singlar
- Na Na Hey Hey Kiss Him Goodbye / It's the Magic in You Girl (1969)
- I've Gotta Make You Love Me / One Good Woman (1970)
- What I'm Saying Is True / I'm the One Who Loves You (1970)
- Don't Stop Lovin' Me / Do Unto Others (1970)
- Na Na Hey Hey Kiss Him Goodbye / Don't Stop Lovin' Me (1971)